# Uma Thurman
Uma Karuna Thurman, född 29 april 1970 i Boston, Massachusetts, är en amerikansk skådespelare, författare, producent och modell.
Thurman är bland annat känd för sina samarbeten med Quentin Tarantino. I Pulp Fiction spelade hon rollen som Mia Wallace och i Kill Bill: Volume 1 och 2 hade hon huvudrollen som the Bride.

## Biografi
Uma Thurman är dotter till läraren och buddhistiske författaren Robert Thurman och fotomodellen Nena von Schlebrügge (bägge födda 1941). Hon har svenska anor på sin mors sida och fotbollsspelaren Max von Schlebrügge finns i släkten på den sidan.
Namnet Uma fick Thurman efter den hinduiska bergsgudinnan Parvati som ibland tar sig skepnaden av ljusets gudinna (Uma). Hennes andranamn Karuna är också hinduiskt. 
Liksom sin mor började 180 cm långa Uma Thurman tidigt som fotomodell men är numera nästan uteslutande skådespelare. Även hennes mormor, Birgit Holmquist, var modell och hon var förebild för statyn Famntaget av Axel Ebbe som stod i Trelleborgs hamn men som sedermera flyttades till hamnen i Smygehuk. Thurman själv bodde under en tid i Sverige. I början av november 2014 mottog hon Stockholm Achievement Award i form av en bronshäst vid Stockholms Filmfestival. Thurman var vid tillfället även gäst i TV-programmet Skavlan.
Thurman var gift med Gary Oldman 1990–1992 och med Ethan Hawke 1998–2005. Tillsammans med Hawke har hon dottern Maya Ray Thurman Hawke, född 8 juli 1998, och sonen Levon Roan, född 15 januari 2002. Tillsammans med Arpad Busson har hon dottern Luna, född 15 juli 2012.
Den 20 juni 2018 framkom att hon vill bli svensk medborgare och flytta till Sverige, något den före detta justitieministern Thomas Bodström hjälper henne med.

## Filmografi (i urval)
| - 1988 – Farligt begär - 1988 – Kiss Daddy Goodnight - 1988 – Johnny Be Good - 1989 – Baron Münchausens äventyr - 1990 – Where the Heart Is - 1990 – Henry & June - 1991 – Robin Hood - 1992 – Jennifer 8 - 1992 – Farligt spel - 1993 – Even Cowgirls Get the Blues - 1993 – Mad Dog och Glory - 1994 – Pulp Fiction - 1995 – A Month by the Lake - 1996 – Duke of Groove - 1996 – Sanningen om katter och hundar - 1996 – Beautiful Girls | - 1997 – Gattaca - 1997 – Batman & Robin - 1998 – Hämnarna - 1998 – Les Misérables - 1999 – Dur och moll - 2000 – Den gyllene skålen - 2000 – Vatel - 2001 – Chelsea Walls - 2001 – Tape - 2002 – Hysterical Blindness - 2003 – Paycheck - 2003 – Kill Bill: Volume 1 - 2004 – Kill Bill: Volume 2 - 2005 – Be Cool - 2005 – The Producers - 2005 – Nausicaä från Vindarnas dal (röst) | - 2006 – Mitt super-ex - 2007 – Det sista offret - 2008 – The Accidental Husband - 2008 – My Zinc Bed - 2008 – A Muppets Christmas: Letters To Santa - 2009 – Motherhood - 2010 – Girl Soldier - 2010 – Percy Jackson och kampen om åskviggen - 2010 – Ceremony - 2011 – Bel Ami - 2012 – Smash (TV-serie) - 2012 – Playing for Keeps - 2013 – Movie 43 - 2013 – Nymphomaniac - 2015 – Bränd - 2020 – I krig med morfar - 2023 – Red, White & Royal Blue - 2023 – The Kill Room - 2024 – Oh, Canada - 2025 – The Old Guard 2 |